# Обуховське сільське поселення (Комишловський район)
Обу́ховське сільське поселення (рос. Обуховское сельское поселение) — сільське поселення у складі Комишловського району Свердловської області Росії.
Адміністративний центр — село Обуховське.
Населення сільського поселення становить 5103 особи (2019; 5262 у 2010, 5556 у 2002).
Станом на 2002 рік існувало 4 сільських ради: Захаровська сільська рада (села Захаровське, присілки Козонкова, Котюрова, Куваєва), Обуховська сільська рада (село Обуховське, присілки Кокшарова, Мостова, селище Кокшаровський), Октябрська сільська рада (село Володинське, присілок Борисова, селища Маяк, Октябрський) та Шилкінська сільська рада (село Шилкінське, присілки Колясникова, Шипіцина).

## Склад
До складу сільського поселення входять:
| Населений пункт       | Населення, осіб (2002) | Населення, осіб (2010) |
| --------------------- | ---------------------- | ---------------------- |
| Борисова, присілок    | 13                     | 32                     |
| Володинське, село     | 147                    | 155                    |
| Захаровське, село     | 893                    | 763                    |
| Козонкова, присілок   | 18                     | 4                      |
| Кокшарова, присілок   | 270                    | 251                    |
| Кокшаровський, селище | 76                     | 52                     |
| Колясникова, присілок | 137                    | 130                    |
| Котюрова, присілок    | 89                     | 50                     |
| Куваєва, присілок     | 170                    | 120                    |
| Маяк, селище          | 99                     | 76                     |
| Мостова, присілок     | 0                      | 0                      |
| Обуховське, село      | 2417                   | 2395                   |
| Октябрський, селище   | 698                    | 723                    |
| Шилкінське, село      | 109                    | 104                    |
| Шипіцина, присілок    | 420                    | 407                    |